# Чая, Герард
Герард Чая (пол. Gerard Czaja, род. 3 февраля 1940 года, Гдыня, ум. 16 сентября 2021 года, Гданьск) — польский политик, кооператор, сенатор V каденции.

## Биография
Сын Войцеха и Анны. Работал технологом в мастерских Базового профессионального училища в Бытуве, затем в Кооперативе инвалидов «Metal» в Бытуве, где стал председателем правления. В 1979 году окончил факультет права и управления Гданьского университета. Активно участвовал в кооперативном движении, входил в состав учредителей Бытовского жилищного кооператива (был в его правлении) и Общепольского контрольного союза кооперативов инвалидов и слепых (член наблюдательного совета). Был членом общего собрания Национального Кооперативного Совета, инициатором создания Ассоциации «Судьбы малых отчизн» в Гданьске и соучредителем Ассоциации «Вместе», действующей на благо инвалидов. Был активистом Кашубско-Поморского объединения.
В 1984—1988 годах был председателем городского национального совета Бытува, а в 1998—2001 годах депутатом Сеймика Поморского воеводства и членом совета Поморского регионального фонда здравоохранения.
С 1965 года был членом Польской объединенной рабочей партии, затем активистом Союза демократических левых сил. В 2001—2005 годах по списку СДЛС был сенатором V каденции, избранным в округе № 25 в Гдыне. В 2005 и 2007 годах снова безуспешно баллотировался в Сенат.
Был женат и имел сына Гжегожа. Похоронен на муниципальном кладбище в Бытуве.